# グッド・ドクター 禁断のカルテ
『グッド・ドクター 禁断のカルテ』（ - きんだんのカルテ、The Good Doctor ）は、2011年にアメリカ合衆国で製作されたスリラー映画。

## ストーリー
新人研修医のマーティン・E・ブレイクは、不慣れな仕事に戸惑う日々を過ごしていたが、そんな自分を医師として全面的に信頼してくれる患者ダイアン・ニクソンに強く惹かれるようになる。彼女が退院し、孤独にさいなまされたブレイクは、彼女の薬をすりかえ、再入院させる。
ところが、彼女の入院を長引かせるため、ブレイクが点滴をすり替えるなどの細工をしたことで、病状が悪化したダイアンは亡くなってしまう。
自分が原因とは言え、ダイアンの死はブレイクに大きなショックを与える。その一方で献身的にダイアンの治療に当たったとしてブレイクは医師として評価される。
ある日、病院職員で薬物中毒のジミーが、ブレイクについて記したダイアンの日記をもとにブレイクを脅迫して薬物を手に入れようとする。
はじめのうちはジミーの要求に従っていたブレイクだったが、なかなか日記を渡そうとしないジミーに業を煮やし、青酸カリを仕込んだ薬をジミーに渡して殺し、日記を手に入れる。
ジミーの死に関して刑事からの尋問を受け、一時は冷静さを失うものの、なんとか切り抜けたブレイクは、医師としていつも通りに働く。

## キャスト
マーティン・E・ブレイク医師
演 - オーランド・ブルーム、吹替 - 平川大輔
新人研修医。人付き合いが苦手。感染症研究の専門医（フェロー）を目指している。
ダイアン・ニクソン
演 - ライリー・キーオ、吹替 - 藤東知夏
腎盂腎炎で入院中の女子高生。
テレサ看護師
演 - タラジ・P・ヘンソン、吹替 - 雨谷和砂
新人のマーティンに厳しく接する。
ウェイランズ医師
演 - ロブ・モロー、吹替 - 志村知幸
マーティンの上司。
ジミー・ベガ
演 - マイケル・ペーニャ、吹替 - 河合みのる
病院職員。薬物中毒。女性患者と淫らな関係にある。
ダン・ページ医師
演 - トロイ・ギャリティ
マーティンの同僚で先輩医師。
ダイアンの母
演 - モリー・プライス
ダイアンの父
演 - ウェイド・ウィリアムズ
当初はマーティンを気に入っていたが、ダイアンの死でマーティンを恨むようになる。
リッチ
演 - ネイサン・キーズ
ダイアンの恋人。関係は微妙。
クラウス刑事
演 - J・K・シモンズ、吹替 - 板取政明
ジミーの死について捜査する。